# Bauplanung-Bautechnik
Bauplanung-Bautechnik (bp, Wissenschaftlich-technische Zeitschrift für das Ingenieurbauwesen) war die führende Bautechnik-Zeitschrift der DDR. Sie erschien monatlich im Verlag für Bauwesen in Berlin von 1947 bis 1991 (Band 45). Abgedeckt wurden alle Bereiche der Bautechnik.